# Véronique Le Guen
Pour les articles homonymes, voir Le Guen.
Véronique Borel-Le Guen (née Véronique Borel le 16 juillet 1956 à Saint-Maur-des-Fossés dans le Val-de-Marne, morte le 18 janvier 1990) est une spéléologue française.
Ancienne élève de Sciences Po autrefois secrétaire de direction dans une maison d'édition, elle a été choisie pour ses qualités physiques et mentales pour une expérience hors du temps. Déjà recordwoman de plongée en siphon souterrain (47 heures d'immersion en Australie), elle s'est faufilée dans de nombreuses grottes souterraines immergées équipée de scaphandres et matériel respiratoire.
En couple avec Francis Le Guen, elle est principalement connue pour avoir réalisé une expérience d'isolement sous terre afin d'étudier les rythmes circadiens de l'être humain.

## Expérience de chronobiologie
Le 10 août 1988, elle descend dans l'aven de Valat-Nègre dans le causse Noir, près de Millau, à 82 mètres de profondeur, pour une expérience de chronobiologie, dirigée par Michel Siffre et en collaboration avec plusieurs membres du CNRS, du CNES, du CEA. Elle n'a de contact avec la surface que par radio, sans qu'aucune indication de temps (jour ou heure) lui soit communiquée. Rapidement, son rythme nycthéméral se déphase complètement avec celui de la surface. Elle ne ressort de sa claustration volontaire que 111 jours plus tard, le 29 novembre 1988. Cette tentative inédite permet de multiples études et analyses sur les rythmes biologiques et les cycles du sommeil.

## Décès
Le 18 janvier 1990, soit quatorze mois après sa sortie, Véronique Le Guen est retrouvée morte dans sa voiture garée rue du Pré-Saint-Gervais, à Paris ; elle avait absorbé une forte dose de barbituriques,.

## Publications
- Seule au fond du gouffre, Arthaud, 1989.
- Curieux objets, étranges histoires (Flammarion, 2016) avec Pierre Bellemare

## Illustrations

Véronique Le Guen en 1988
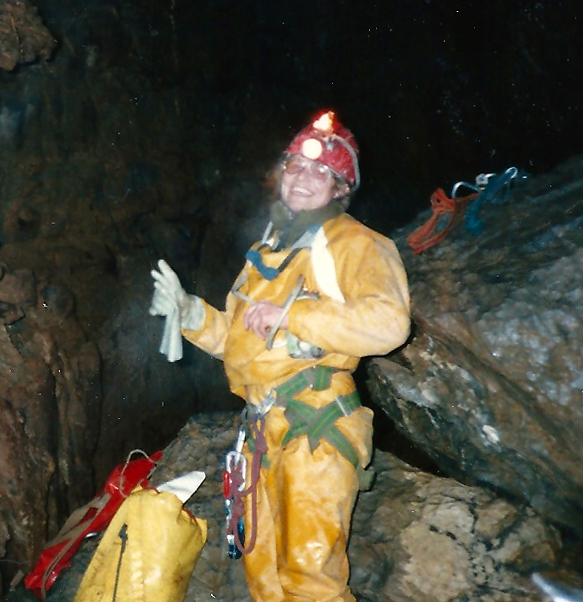
Traversée Tête Sauvage - Verna, Pierre Saint Martin, Pyrénées-Atlantiques, France.
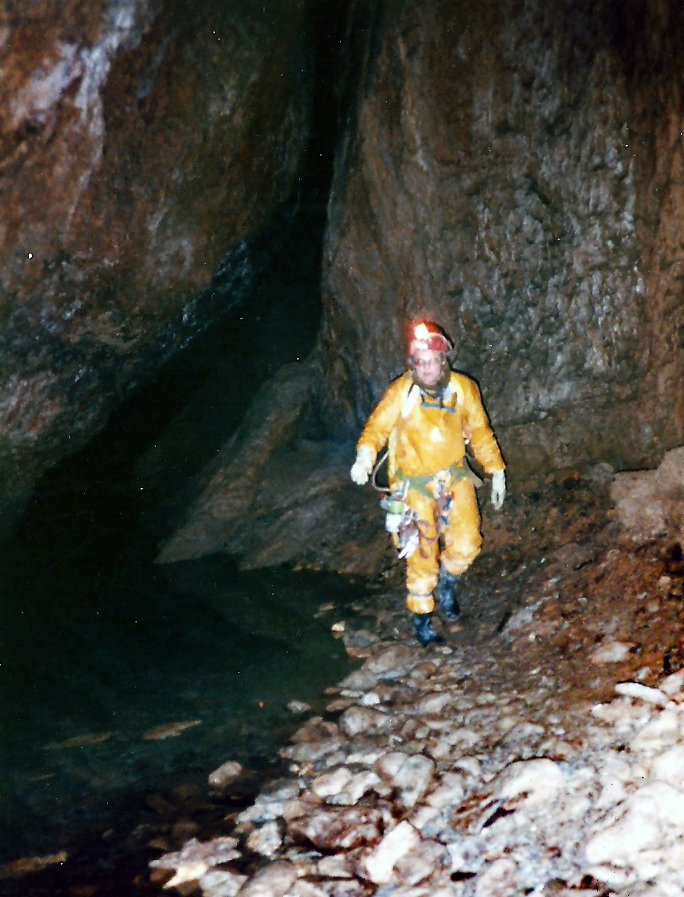
Galerie du gouffre de la Pierre Saint Martin, France / Espagne.